# Tiranie
Tirania era o formă antică de guvernământ a unor cetăți grecești, caracteristică epocii de trecere de la oligarhia aristocratică la democrația sclavagistă. Puterea unui tiran era obținută de cele mai multe ori prin uzurpare și stăpânire nedreaptă bazată pe asuprire și violență.

## În Roma Antică
Istoricii romani, cum ar fi Suetonius, Tacitus, Plutarh și Iosephus Flavius, au vorbit adesea despre „tiranie” în opoziție cu „libertatea”. Tirania a fost asociată cu conducerea imperială și mai ales cu acei conducători care au uzurpat prea mult autoritatea Senatului roman.